# Europese weg 017
De Europese Weg 017 of E017 is een Europese weg die loopt van Elabuga in Rusland naar Oefa in Rusland.

## Algemeen
De Europese weg 017 is een Klasse B-verbindingsweg en verbindt het Russische Elabuga met het Russische Oefa en komt hiermee op een afstand van ongeveer 300 kilometer. De route is door de UNECE in 2001/2002 als volgt vastgelegd: Elabuga - Oefa.